# Акимов, Евгений Константинович
Евгений Константинович Акимов (7 января 1881 — ?) — офицер Русской императорской армии, штабс-капитан. Награждён Георгиевским оружием (1916).

## Биография
С 1909 по 1911 годы прошёл обучение в Ташкентской офицерской школе восточных языков, получив востоковедческое образование изучая индустани (урду), персидский и английский языки.
В июле 1911 года был откомандирован для повышения своих языковых знаний в Асхабад и Гаудан (Закаспийская область). В 1912 году служил младшим офицером 1-го Ташкентского резервного батальона. В октябре 1912 года для совершенствования в «чистом персидском языке» был откомандирован на восемь месяцев в Тегеран (Персия), затем на четыре месяца в город Кучан для ознакомления с «местным персидским языком».

## Материалы и источники
- Список офицеров, окончивших в 1911 году двухгодичный курс в школе восточных языков при штабе Туркестанского военного округа, ВТОШНЯ, 1911, вып. II, с. 7-8,
- Приказ по войскам Туркестанского военного округа № 377 от 21 сентября 1912 года